# Suore benedettine olivetane (Pusan)
Le Suore Benedettine Olivetane (in inglese Olivetan Benedictine Sisters; sigla O.S.B. Oliv.), sono un istituto religioso femminile di diritto pontificio.

## Storia
Le origini della congregazione risalgono al monastero svizzero delle olivetane di Heligkreuz, presso Cham: nel 1931 le religiose aprirono la loro prima missione a Yanji, in Manciuria, e dopo l'instaurazione del regime comunista, le suore cinesi trovarono rifugio in Corea del Sud, dove ebbero un notevole sviluppo.

## Attività e diffusione
Le benedettine olivetane si dedicano all'assistenza all'infanzia, all'educazione della gioventù, alla cura degli infermi e alle opere missionarie.
Oltre che in Corea del Sud, sono presenti in Brasile, Canada, Stati Uniti d'America, Vietnam; la sede generalizia è nel Suyeong-gu, a Pusan.
Alla fine del 2015 l'istituto contava 530 religiose in 110 case.